# Directeur du service fédéral de sécurité de la fédération de Russie
Le directeur du Service fédéral de sécurité de la Russie (en russe : Директор Федеральной Службы Безопасности) est le directeur général du Service fédéral de sécurité (FSB), qui est l'une des nombreuses agences de renseignement russes. Le directeur du FSB relève directement du président de la Russie. Le directeur est assisté du directeur adjoint du FSB.
Le directeur est un civil ou un général des forces armées nommé par le président, avec la recommandation concordante ou non concordante du secrétaire du Conseil de sécurité de Russie et doit être confirmé par un vote majoritaire du Conseil de la fédération.

## Liste

### Ministère de la sécurité (1992 – 1993) / Service fédéral de contre-espionnage (1993 – 1995)
| Non. | Portrait | Nom                    | Période                           | Président     |
| ---- | -------- | ---------------------- | --------------------------------- | ------------- |
| 1    |          | Viktor Barannikov (en) | 15 janvier 1992 - 27 juillet 1993 | Boris Eltsine |
| 2    |          | Nikolaï Golouchko      | 28 juillet 1993 - 28 février 1994 | Boris Eltsine |
| 3    |          | Sergueï Stepachine     | 3 mars 1994 - 12 avril 1995       | Boris Eltsine |

### Service fédéral de sécurité (depuis 1995)
| Non. | Portrait         | Nom                            | Période                        | Président       |
| ---- | ---------------- | ------------------------------ | ------------------------------ | --------------- |
| 1    |                  | Sergueï Stepachine             | 12 avril 1995 - 30 juin 1995   | Boris Eltsine   |
| —    |                  | Anatoli Safonov (ru) (interim) | 30 juin 1995 - 24 juillet 1995 | Boris Eltsine   |
| 2    |                  | Mikhaïl Barsoukov (en)         | 24 juillet 1995 - 20 juin 1996 | Boris Eltsine   |
| 3    |                  | Nikolai Kovaliov               | 20 juin 1996 - 25 juillet 1998 | Boris Eltsine   |
| 4    |                  | Vladimir Poutine               | 25 juillet 1998 - 9 août 1999  | Boris Eltsine   |
| 5    |                  | Nikolaï Patrouchev             | 9 août 1999 – 12 mai 2008      | Boris Eltsine   |
| 5    | Vladimir Poutine | Nikolaï Patrouchev             | 9 août 1999 – 12 mai 2008      |                 |
| 6    |                  | Alexandre Bortnikov            | Depuis 12 mai 2008             | Dmitri Medvedev |
| 6    | Vladimir Poutine | Alexandre Bortnikov            | Depuis 12 mai 2008             |                 |